# L'Artesana
L'Artesana fou una cooperativa de consum del barri del Poblenou de Barcelona. La cooperativa de consum L'Artesana, també coneguda com La Familiar, és una de les més antigues de Barcelona. Fou fundada l'any 1876 per uns quants obrers, en una petita botiga del carrer del Ferrocarril, i d'allà varen passar a un altre local del carrer Major del Taulat. Després van passar al passatge d'Atila, aleshores tenien divuit socis. Més tard tingueren l'estatge al carrer de Venero, i des de llavors varen començar a tenir èxit, i el nombre de socis va augmentar fins a 58. Va passar després al passeig del Triomf (rambla del Poblenou) i els socis van baixar a 47. Finalment, van comprar el local del carrer de Marià Aguiló cantonada Llull, on van ocupar una planta baixa, a la qual afegiren un pis, destinat a cafè, teatre i dependències de secretaria. La inauguració de les obres d'ampliació fou el 4 de setembre de 1921. Es va crear l'Agrupació Coral l'Artesana, una penya d'escacs, i el 1934, una nova secció, la femenina. Després de la Guerra Civil Espanyola, L'Artesana va subsistir gràcies a la reconversió de la planta baixa en un petit mercat on podia comprar tothom. El juliol del 1995, va desaparèixer, fruit de la pressió immobiliària, i es va fer un acte de comiat el 2 de juliol.